# 조선민주주의인민공화국 체신성
체신성(遞信省)은 우편, 우편 환금, 택배 관세, 생명 보험, 우편 연금, 우편물 출항세에 관한 사무를 관장하는 조선민주주의인민공화국 내각 중앙행정기관이었다. 대한민국의 체신부나 일본의 체신성과의 차이점은, 한국, 일본의 체신부에서 하는 소관사항 중, 무역 사무 및 무역 관세는 무역성이 전기 통신 업무는 전기성이 담당한다. 1948년 9월 2일 내각 수립과 함께 발족하였다.
1967년 12월 28일 교통성과 통합, 교통체신위원회로 개편되었다가 1977년 12월 15일 다시 우편, 체신 부문만을 관장하는 체신성으로 분리, 개편되었다.

## 연혁
- 1948년 9월 2일 내각 수립과 동시에 체신성 발족
- 1950년 6월 29일 일시 업무 정지
- 1951년 업무 개시
- 1967년 12월 28일 교통성과 통합, 교통체신위원회로 개편
- 1977년 12월 15일 체신성 부활

## 역대 상, 부상

### 역대 상
- 김정주 : 1948년 9월 2일 ~
- 김창흠 : 1955년 11월 29일 ~ 1957년 9월 19일
- 고준택 : 1957년 9월 20일 ~ 1958년 4월 24일
- 최현 : 1958년 4월 24일 ~ 1962년 10월 22일
- 박영순 : 1962년 10월 23일 ~ 1967년 12월 16일
- 박영순 : 1967년 12월 16일 ~ 1967년 12월 27일
- 김영채 : 1977년 12월 15일 ~ 1980년
- 김영채 : 1980년 ~ 1982년 4월 4일
- 김영채 : 1982년 4월 5일 ~ 1986년 12월 28일
- 김영채 : 1986년 12월 29일 ~
- 김창호 : 1990년 5월 24일 ~
- 맹학수 :
- 리금범 : 2000년 9월 5일 ~ 2002년
- 리금범 : 2002년 ~ 2003년 9월 2일
- 리금범 : 2003년 9월 3일 ~ 2005년 7월
- 류영섭 : 2005년 7월 ~ 2009년 1월
- 심철호 : 2012년 2월 ~ 2015년
- 김광철 : 2015년 ~ 2021년 1월
- 주용일 : 2021년 1월 ~

### 역대 부상
- 박헌영 : 1948년 9월 2일 ~
- 오기흥 : 1948년 9월 2일 ~
- 최현 : 1962년 10월 22일 ~ 1967년 12월 16일, 상에서 부상으로 임명
- 최현 : 1967년 12월 16일 ~ 1967년 12월 27일
- 심철호 : 1999년 1월 ~ 2006년 5월, 국장으로 강등
- 류영섭 : 2001년 8월 ~ 2005년 7월
- 심철호 : 2009년 1월 ~ 2012년 2월, 상으로 승진
- 류영섭 : 2009년 2월 ~ 2009년 7월
- 김영길 : 2011년 ~

### 역대 부부상
- 맹학섭 : 2011년 ~
- 오히덕 : 2011년 ~

## 같이 보기
- 대한민국 체신부
- 교통체신위원회